# Sibuyan
Sibuyan ist eine Insel in der Provinz Romblon, im zentral gelegenen Teil des Inselarchipels der Philippinen. Sie gilt als grüne Perle im Zentrum der gleichnamigen Sibuyan-See, da die Insel komplett unter Naturschutz steht. Ein Drittel der Inselfläche nimmt mit 157 km² der Mount Guiting-guiting Natural Park ein und große Gebiete der Küstenebenen sind als Mangrovenschutzgebiete ausgewiesen. 

## Geografie

Die Insel Sibuyan inmitten der Sibuyan-See

Sibuyan gehört zu der Inselgruppe der Romblonen, die aus dreizehn Inseln besteht. Die Insel hat eine Fläche von 465 km² , nach anderen Angaben 499 km². Die beiden Berggipfel des Guiting-guiting, mit 2058 m, und des Sibuyan, mit 2050 m, dominieren die Topographie der Insel. Im westlichen Teil der Insel liegt der niedrigere Berg Nailog. 
Sechs Kilometer im Westen liegt die Insel Romblon, im Osten liegt Masbate und im Süden Panay. 

## Verwaltung
Die Insel gliedert sich in die drei Gemeinden Cajidiocan, Magdiwang, San Fernando. Die Insel hatte am 1. August 2007 eine Bevölkerung von 56541 Personen. Der größte Barangay ist Taclobo an der Südküste in der Gemeinde San Fernando, mit einer Bevölkerung von 4097 Personen (Volkszählung 2000).

## Zwischenfälle
Die Fähre Princess of the Stars hatte zehn Tonnen des toxischen Insektizids Endosulfan an Bord, als sie am 22. Juni 2008 vor Sibuyan in einen Taifun geriet und sank.